# جامعه جهانی
جامعه جهانی (انگلیسی: World community) اصطلاحی است که در درجه اول در مباحث سیاسی و بشردوستانه، برای توصیف یک مجموعه بین‌المللی از کشورهایی با تفاوتهای عمده به کار می‌رود. این اصطلاح اغلب برای انتقال معانی مرتبط با اجماع یا دربر گرفتن همه مردم در تمام سرزمین‌ها و حکومت‌هایشان مورد استفاده قرار می‌گیرد.

## سیاست
جامعه جهانی در اغلب اوقات دارای مفهومی از این نوع است که بشریت را به عنوان یک پدیده منفرد نشان دهد. مثلاً «به خاطر جامعه جهانی» یا «با تأیید جامعه جهانی».
این اصطلاح گاهی برای اشاره به سازمان ملل یا ارگانهای وابسته به آن به عنوان نهادهای حکومتی مورد استفاده قرار می‌گیرد. در موارد دیگر، این یک عبارت عام بدون ارتباط مشخص با کشورها یا دولت‌ها است و یک مفهوم سیاسی دارد.

## بشردوستانه
از لحاظ نیازهای انسانی، کمک‌های بشردوستانه، حقوق بشر و گفتمان‌های دیگر در علوم انسانی، جامعه جهانی همانند واژه دهکده جهانی است که هدفش این است که کشورهای غیرمتعهد، بومیان، و جهان سوم را از طریق زیرساختهای ارتباطاتی به جهان مرتبط، یا لااقل ارتباطات نمایندگی کننده آن وصل نماید.

## اقتصاد
از لحاظ اقتصاد جهانی، برخی اقتصاددانان، جامعه جهانی را سیستمی از کالاها و خدمات می‌بینند که مرزهای نیمه نفوذپذیر و مجموعه منعطفی از قوانین واردات و صادرات دارد. طرفداران جهانی شدن ممکن است تمایل به ایجاد یا تحمیل سختگیری بیشتر به این چارچوب داشته باشند. بحث بر سر این است که آیا این الگو جهان را به عنوان یک جامعه تقویت می‌کند یا تضعیف؟